# 半岛西班牙

半岛西班牙的剪影

半岛西班牙（西班牙语：España peninsular，英语：Peninsular Spain）是指西班牙位于伊比利亚半岛上的领土部分，与不位于该半岛上的领土相对，后者包括加那利群岛、巴利阿里群岛、休达、梅利利亚，等等。在西班牙，人们通常简称其为“半岛”。它北部与法国和安道尔公国接壤，西部与葡萄牙接壤，南部与英国的直布罗陀接壤。
半岛西班牙是西班牙面积最大的部分，总面积为494,011平方公里，占全国总面积506,482平方公里的绝大部分。西班牙绝大多数人口居住于此，截至2016年1月，总人口为43,068,733人。该地区包含17个西班牙自治区中的15个。
这是西班牙的中心地区，拥有更多的资源和更好的交通条件——无论是内部还是外部交通。为了平衡两个地区之间的差异，半岛以外的居民可获得航空和海上交通补贴，以便前往半岛。